# 토요타 그랜드 하이에이스

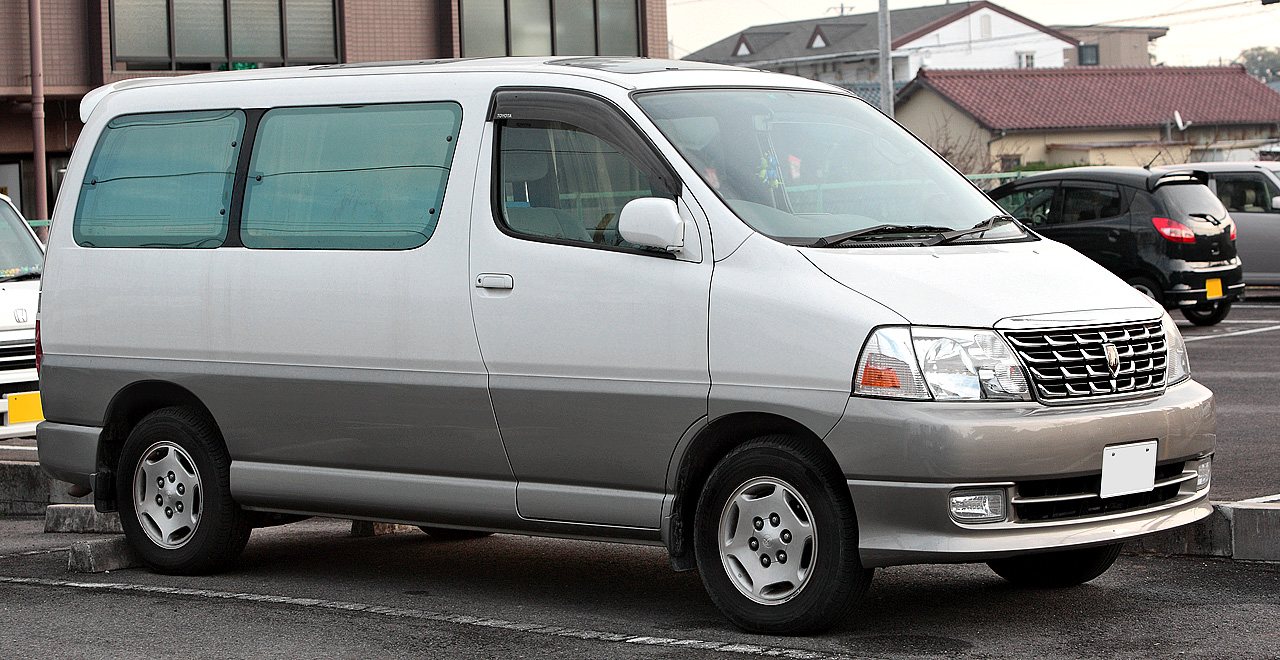
토요타 그랜드 하이에이스 정측면

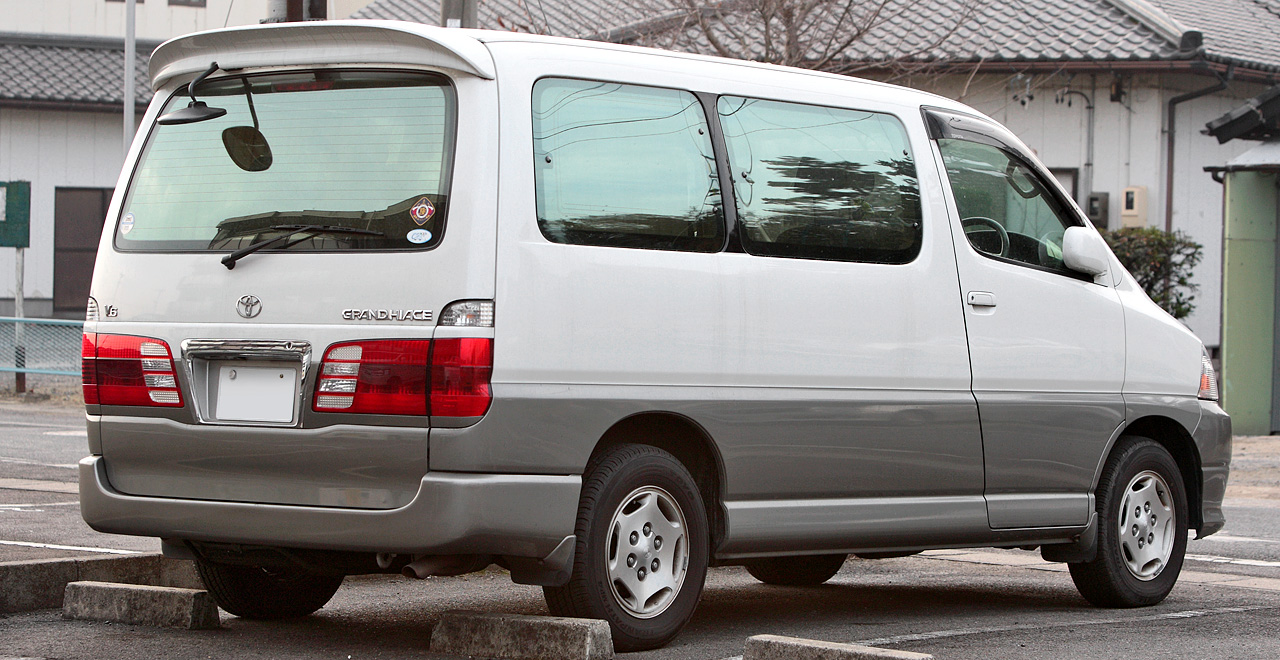
토요타 그랜드 하이에이스 후측면

토요타 그랜드 하이에이스(Toyota Grand HiAce)는 전폭 1,700mm를 넘는 3 넘버 차종에 해당하는 토요타 자동차의 승합차으로, 토요펫트 딜러에서 판매되었다. 1999년 8월에 그란비아가 페이스 리프트를 거침과 동시에 형제 차종으로 출시되었다. 차명에서 하이에이스는 판매 딜러인 토요펫트 딜러의 대표 판매 차종인 하이에이스의 차명을 따온 것으로, 일본 사양의 하이에이스를 바탕으로 두는 것은 아니다. 그란비아와 마찬가지로 유럽의 충돌 안전 기준을 충족시키기 위하여 세미 본넷형으로 탈바꿈한 유럽 사양의 하이에이스와 메커니즘의 대부분을 공용한다. 전술하였듯이 그란비아의 형제 차종이기 때문에 라디에이터 그릴과 리어 램프의 디자인 정도만 다를 뿐 기본적으로는 같은 차종이다. 경쟁 차종인 닛산 엘그란드를 의식하여 자사의 고급 차종인 크라운의 것을 연상시키는 호화로운 라디에이터 그릴이 적용되는 등 최상급 미니밴에 걸맞는 고급감을 추구하였다. 덧붙여 6년 만에 부활한 하이에이스 시리즈의 엠블럼이 라디에이터 그릴의 중앙에 붙어졌다. 그랜드 하이에이스가 판매된 토요펫트 딜러에서는 그랜드 하이에이스의 차체에 전폭을 줄인 스포티한 디자인이 강조된 5 넘버 차종(전폭 1,700mm 미만)인 투어링 하이에이스도 판매되고 있었다. 2002년 5월에 알파드 G가 출시되어 생산이 종료되었으나, 캠퍼 특수 장비 차, 롱 바디는 2005년까지 생산되었다.